# Gojšina
Gojšina (Гојшина) è un centro abitato della Bosnia ed Erzegovina, compreso nel comune di Trebigne.